# Torsfjärden
Torsfjärden (äldre: Thorsfjerden) är en by i Ströms socken i Strömsunds kommun i Jämtlands län vid sjön Torsfjärden (som ingår i Svaningssjön) i Ströms Vattudal, med vy mot Munsfjället, vid länsväg 342 mellan Strömsund och Gäddede. 
I Torsfjärden bor idag främst fritidsboende.

## Historia
År 1818 ansökte Hallsten Äng och Martis Anders Andersson om tillstånd att få anlägga nybygge vid Bergsjön. Landshövding von Törne biföll ansökan och förordnade Lapplänsman Höglund att med biträde av två nämndemän förrätta syn å nybyggestrakten. Byn kallas i äldre handlingar Bergsjön.
Hallsten Äng hade före synen påbörjat husbygget på en plats på norra sidan av Bergsjön, medan Martis Anders Andersson hade påbörjat sitt nybygge söder om sjön. Synemännen fann jorden mycket stenbunden och svårbearbetad och trakten var omgiven av myrar som skulle göra den frostlänt, varför säden troligen ej skulle mogna. Synemännen avrådde sökanden att anlägga nybygget vid Bergsjön, varefter dessa begärde att få flytta ned till Vattudalen och Torsfjärden, som låg ungefär en kvarts mil från Bergsjön. Synemännen ansåg denna trakt lämpligare för anläggande av nybygge då den troligen var mindre utsatt för frost och marken dessutom var mera lättarbetad. Totalt synades 26 slåtterlägenheter, vilka beräknades skulle ge 434 lass foder.